# والتر كروكر
والتر كروكر (بالإنجليزية: Walter Russell Crocker)‏ هو كاتب غير روائي ودبلوماسي وضابط أسترالي، ولد في 25 مارس 1902 في بروكن هيل في أستراليا، وتوفي في 14 نوفمبر 2002.